# Standfussiana dubia
Standfussiana dubia là một loài bướm đêm trong họ Noctuidae.